# Thionville-Ouest (quận)
Quận Thionville-Ouest là một quận của Pháp nằm trong tỉnh Moselle thuộc vùng Grand Est. Nó có 6 tổng và 30 xã.

## Các đơn vị hành chính

### Các tổng
Các tổng của quận Thionville-Ouest là:
1. Algrange
2. Fameck
3. Florange
4. Fontoy
5. Hayange
6. Moyeuvre-Grande

### Các xã
Các xã của quận Thionville-Ouest và mã INSEE là:
| 1. Algrange (57012)         | 2. Angevillers (57022)     | 3. Audun-le-Tiche (57038)     | 4. Aumetz (57041)           |
| 5. Boulange (57096)         | 6. Clouange (57143)        | 7. Fameck (57206)             | 8. Florange (57221)         |
| 9. Fontoy (57226)           | 10. Gandrange (57242)      | 11. Havange (57305)           | 12. Hayange (57306)         |
| 13. Knutange (57368)        | 14. Lommerange (57411)     | 15. Mondelange (57474)        | 16. Moyeuvre-Grande (57491) |
| 17. Moyeuvre-Petite (57492) | 18. Neufchef (57498)       | 19. Nilvange (57508)          | 20. Ottange (57529)         |
| 21. Ranguevaux (57562)      | 22. Richmont (57582)       | 23. Rochonvillers (57586)     | 24. Rosselange (57597)      |
| 25. Russange (57603)        | 26. Rédange (57565)        | 27. Serémange-Erzange (57647) | 28. Tressange (57678)       |
| 29. Uckange (57683)         | 30. Vitry-sur-Orne (57724) |                               |                             |